# Isrosene
Die Isrosene (norwegisch für Eisrosen) sind zwei Nunatakker im ostantarktischen Königin-Maud-Land. Sie ragen 10 km westnordwestlich des Bergs Balchenfjella aus dem Eis des westlichen Abschnitts des Byrdbreen auf.
Norwegische Kartografen, die ihnen auch ihren Namen gaben, kartierten sie 1957 anhand von Luftaufnahmen der US-amerikanischen Operation Highjump (1946–1947).